# 溜攀鼠亞科
溜攀鼠亞科（Leimacomys buettneri），哺乳綱、囓齒目、鼠科的一亞科，而與溜攀鼠亞科同科的動物尚有長耳攀鼠屬（長耳攀鼠）、大攀鼠屬（大攀鼠）、剛果攀鼠屬（剛果攀鼠）、樹攀鼠屬（樹攀鼠）等之數種哺乳動物。